# Список военно-морских флагов СССР
На этой странице представлен список военно-морских флагов СССР.
В графе «Год» приведены даты утверждения флагов.
Сокращения в тексте:
- ВМС — Военно-Морские Силы
- ВМФ — Военно-Морской Флот
- ГПУ — Государственное политическое управление
- КГБ — Комитет государственной безопасности
- НКВД — Народный комиссариат внутренних дел
- МГБ — Министерство государственной безопасности
- ОГПУ — Объединённое государственное политическое управление
- РКВМФ — Рабоче-Крестьянский Военно-Морской Флот
- РККА — Рабоче-Крестьянская Красная Армия
- РККФ — Рабоче-Крестьянский Красный Флот
- РВС — Революционный военный совет
- СМ — Совет министров
- ЭПРОН — Экспедиция подводных работ особого назначения

## Гюйс
| Флаг | Год                     | Наименование                               | Примечание                                                                                     |
| ---- | ----------------------- | ------------------------------------------ | ---------------------------------------------------------------------------------------------- |
|      | 29.08.1924 — 07.07.1932 | Гюйс и крепостной флаг (морских крепостей) | Гюйс Российской империи, в центре белый круг, в нём красная звезда и серп и молот в её центре. |
|      | 07.07.1932 — 21.04.1964 | Гюйс и крепостной флаг (морских крепостей) |                                                                                                |
|      | 21.04.1964 — 21.07.1992 | Гюйс или крепостной флаг                   |                                                                                                |

## Кормовые флаги

### Военно-морской флаг
| Флаг | Год                     | Наименование                                                                             | Примечание |
| ---- | ----------------------- | ---------------------------------------------------------------------------------------- | --- |
|      | 29.08.1924 — 27.05.1935 | Военно-морской флаг                                                                      | |
|      | 27.05.1935 — 16.11.1950 | Военно-морской флаг                                                                      | |
|      | 16.11.1950 — 21.07.1992 | Военно-морской флаг                                                                      | |
|      | 23.11.1926 — 27.05.1935 | Почётный Революционный Военно-морской флаг                                               | |
|      | 27.05.1935 — 16.11.1950 | Почётный Революционный Военно-морской флаг для кораблей РККФ и их соединений             | |
|      | 16.11.1950 — 21.07.1992 | Краснознамённый Военно-морской флаг                                                      | |
|      | 19.06.1942 — 16.11.1950 | Гвардейский Военно-морской флаг                                                          | |
|      | 16.11.1950 — 21.07.1992 | Гвардейский Военно-морской флаг                                                          | |
|      | 21.06.1942 — 16.11.1950 | Почётный Гвардейский Революционный Военно-морской флаг для кораблей РККФ и их соединений | Гвардейский военно-морской флаг, на котором в крыже помещается изображение ордена. Использовался, но официально утверждён не был. |
|      | 16.11.1950 — 21.07.1992 | Гвардейский Краснознамённый Военно-морской флаг                                          | Гвардейский военно-морской флаг, на котором в крыже помещается изображение ордена                                                 |

### Флаги вспомогательных судов ВМФ
| Флаг                    | Год                                           | Наименование | Примечание                                                           |
| ----------------------- | --------------------------------------------- | --- | -------------------------------------------------------------------- |
|                         | 29.08.1924 — 27.05.1935                       | Кормовой флаг вспомогательных и портовых судов РККФ, если командир — военный моряк.                                 | Синее полотнище, в крыже — Военно-морской флаг.                      |
|                         | 29.08.1924 — 27.05.1935                       | Кормовой флаг вспомогательных и портовых судов РККФ, если командир не военный моряк                                 |                                                                      |
|                         | 04.12.1925 — 18.07.1940                       | Флаг военно-морской допризывной подготовки                                                                          |                                                                      |
|                         | 27.05.1935 — 16.11.1950                       | Кормовой флаг вспомогательных и портовых судов Морских сил РККА                                                     |                                                                      |
|                         | 16.11.1950 — 21.04.1964                       | Кормовой флаг вспомогательных судов тыла флота (флотилии)                                                           |                                                                      |
| 21.04.1964 — 21.07.1992 | Кормовой флаг вспомогательных судов ВМФ СССР  | |                                                                      |
|                         | 27.05.1942                                    | Кормовой флаг парохода «Старый большевик»                                                                           |                                                                      |
|                         | 27.05.1942                                    | Кормовой флаг парохода «Старый большевик»                                                                           |                                                                      |
| 26.03.1949              | Кормовой флаг ледокола «Ермак»                | |                                                                      |
|                         | 29.08.1924 — 27.05.1935                       | Кормовой флаг плавучих средств морских крепостей, если командир — военный                                           |                                                                      |
|                         | 29.08.1924 — 27.05.1935                       | Кормовой флаг плавучих средств морских крепостей, если командир не военный                                          |                                                                      |
|                         | 29.08.1924 — 27.05.1935                       | Кормовой флаг гидрографических и лоцмейстерских судов, а равно флаг плавучих маяков, если командир — военный моряк  | Он же — Флаг Начальника Гидрографического управления Наркомвоенмора. |
|                         | 29.08.1924 — 27.05.1935                       | Кормовой флаг гидрографических и лоцмейстерских судов, а равно флаг плавучих маяков, если командир не военный моряк |                                                                      |
|                         | 03.04.1929 — 27.05.1935                       | Кормовой флаг судов ЭПРОНа                                                                                          |                                                                      |
|                         | 3.09.1943 — 16.11.1950                        | Кормовой флаг аварийно-спасательных судов ВМФ                                                                       |                                                                      |
|                         | 16.11.1950 — 1979                             | Кормовой флаг аварийно-спасательных судов ВМФ                                                                       |                                                                      |
| 1979 — 21.07.1992       | Кормовой флаг поисково-спасательной службы    | |                                                                      |
|                         | 27.05.1935 — 16.11.1950                       | Кормовой флаг гидрографических и лоцмейстерских судов, а равно плавучих маяков                                      |                                                                      |
|                         | 16.11.1950 — 21.04.1964                       | Кормовой флаг гидрографических судов и плавучих маяков                                                              |                                                                      |
| 21.04.1964 — 21.07.1992 | Кормовой флаг гидрографических судов ВМФ СССР | |                                                                      |

### Флаги судов пограничных войск
| Флаг                    | Год                                                            | Наименование                                                                                  | Примечание                                                           |
| ----------------------- | -------------------------------------------------------------- | --------------------------------------------------------------------------------------------- | -------------------------------------------------------------------- |
|                         | 29.08.1924 — 27.05.1935                                        | Кормовой флаг судов пограничных флотилий ОГПУ                                                 | Он же одновременно — Флаг председателя ОГПУ и его заместителя.       |
|                         | 27.05.1935 — 16.11.1950                                        | Кормовой флаг кораблей пограничной охраны НКВД СССР                                           |                                                                      |
|                         | 16.11.1950 — 21.04.1964                                        | Военно-морской флаг кораблей (катеров) пограничных войск МГБ СССР                             |                                                                      |
| 21.04.1964 — 21.07.1992 | Военно-морской флаг кораблей и судов пограничных войск         |                                                                                               |                                                                      |
|                         | 16.11.1950 — 21.04.1964                                        | Краснознамённый Военно-морской флаг кораблей (катеров) пограничных войск МГБ СССР             |                                                                      |
| 21.04.1964 — 21.07.1992 | Краснознамённый Военно-морской флаг кораблей пограничных войск |                                                                                               |                                                                      |
|                         | 16.11.1950 — 21.04.1964                                        | Гвардейский Военно-морской флаг кораблей (катеров) пограничных войск МГБ СССР                 | Отменён из-за отсутствия в пограничных войсках Гвардейских кораблей. |
|                         | 16.11.1950 — 21.04.1964                                        | Гвардейский Краснознамённый Военно-морской флаг кораблей (катеров) пограничных войск МГБ СССР | Отменён из-за отсутствия в пограничных войсках Гвардейских кораблей. |

### Флаг судов внутренних войск
| Флаг | Год                     | Наименование                                                             | Примечание |
| ---- | ----------------------- | ------------------------------------------------------------------------ | ---------- |
|      | 18.03.1983 — 21.07.1992 | Военно-морской флаг кораблей (катеров) и судов внутренних войск МВД СССР |            |

## Флаги должностных лиц

### Флаги главнокомандующих Вооружёнными силами
| Флаг                    | Год                     | Наименование                                                                                    | Примечание |
| ----------------------- | ----------------------- | ----------------------------------------------------------------------------------------------- | ---------- |
|                         | 29.08.1924 — 27.05.1935 | Флаг председателя Революционного Военного Совета СССР и его заместителя                         |            |
|                         | 29.08.1924 — 01.03.1927 | Флаг инспектора РККА и РККФ и Главнокомандующего всеми Вооружёнными Силами СССР в военное время |            |
| 01.03.1927 — 07.07.1932 | Флаг члена РВС СССР     |                                                                                                 |            |
|                         | 07.07.1932 — 27.05.1935 | Флаг инспектора ВМС РККА                                                                        |            |
|                         | 27.05.1935 — 07.12.1938 | Флаг инспектора Морских сил РККА                                                                |            |
|                         | 27.05.1935 — 16.11.1950 | Флаг Народного комиссара обороны СССР и его заместителей                                        |            |
|                         | 21.04.1964 — 21.07.1992 | Флаг Министра обороны СССР                                                                      |            |
|                         | 21.04.1964 — 21.07.1992 | Флаг Верховного главнокомандующего Вооружёнными Силами СССР                                     |            |
|                         | 27.05.1935 — 16.11.1950 | Флаг начальника штаба РККА                                                                      |            |
|                         | 21.04.1964 — 21.07.1992 | Флаг начальника Генерального штаба Вооружённых сил СССР                                         |            |

### Флаги высших должностных лиц ВМФ
| Флаг                    | Год                                     | Наименование                                  | Примечание                                                                         |
| ----------------------- | --------------------------------------- | --------------------------------------------- | ---------------------------------------------------------------------------------- |
|                         | 29.08.1924 — 27.05.1935                 | Флаг начальника Военно-морских сил СССР       |                                                                                    |
|                         | 27.05.1935 — 07.12.1938                 | Флаг начальника Морских сил РККА              |                                                                                    |
|                         | 07.12.1938 — 16.11.1950                 | Флаг Народного комиссара ВМФ СССР             |                                                                                    |
|                         | 07.12.1938 — 16.11.1950                 | Флаг заместителя Народного комиссара ВМФ СССР |                                                                                    |
|                         | 16.11.1950 — 21.04.1964                 | Флаг Военно-морского министра                 | С 15.03.1953 Флаг Главнокомандующего ВМФ СССР                                      |
| 21.04.1964 — 21.07.1992 | Флаг Главнокомандующего ВМФ СССР        |                                               |                                                                                    |
|                         | 29.08.1924 — 01.03.1927                 | Флаг начальника штаба РККФ                    | С 01.03.1927 по 07.07.1932 — Флаг начальника Учебно-Строевого Управления ВМС РККА. |
|                         | 07.12.1938 — 16.11.1950                 | Флаг начальника Главного морского штаба РКВМФ |                                                                                    |
|                         | 16.11.1950 — 21.04.1964                 | Флаг начальника Морского генерального штаба   |                                                                                    |
| 21.04.1964 — 21.07.1992 | Флаг начальника Главного штаба ВМФ СССР |                                               |                                                                                    |

### Флаги должностных лиц ВМФ
| Флаг                    | Год                                   | Наименование                                                      | Примечание                                                                 |
| ----------------------- | ------------------------------------- | ----------------------------------------------------------------- | -------------------------------------------------------------------------- |
|                         | 29.08.1924 — 27.05.1935               | Флаг начальника Морских сил моря                                  |                                                                            |
|                         | 27.05.1935 — 16.11.1950               | Флаг командующего флотом                                          |                                                                            |
|                         | 16.11.1950 — 21.07.1992               | Флаг командующего флотом                                          |                                                                            |
|                         | 29.08.1924 — 27.05.1935               | Флаг старшего флагмана, командующего соединением военных кораблей | Белое полотнище с Военно-морским флагом в крыже и двух пятиконечных звёзд. |
|                         | 27.05.1935 — 16.11.1950               | Флаг старшего флагмана, командующего соединением военных кораблей |                                                                            |
|                         | 16.11.1950 — 21.04.1964               | Флаг старшего флагмана, командующего соединением военных кораблей |                                                                            |
| 21.04.1964 — 21.07.1992 | Флаг командующего флотилией, эскадрой |                                                                   |                                                                            |
|                         | 29.08.1924 — 27.05.1935               | Флаг младшего флагмана, командующего соединением военных кораблей |                                                                            |
|                         | 27.05.1935 — 16.11.1950               | Флаг младшего флагмана, командующего соединением военных кораблей |                                                                            |
|                         | 16.11.1950 — 21.04.1964               | Флаг младшего флагмана, командующего соединением военных кораблей |                                                                            |
| 21.04.1964 — 21.07.1992 | Флаг командира соединения кораблей    |                                                                   |                                                                            |

### Флаги должностных лиц вспомогательных служб ВМФ
| Флаг | Год                     | Наименование                                                       | Примечание |
| ---- | ----------------------- | ------------------------------------------------------------------ | --- |
|      | 29.08.1924 — 01.03.1927 | Флаг начальника морских сил СССР по технически-хозяйственной части | |
|      | 29.08.1924 — 27.05.1935 | Флаг начальника Гидрографического управления Наркомвоенмора        | Он же — Кормовой флаг гидрографических и лоцмейстерских судов, а равно флаг плавучих маяков, если командир — военный моряк. |
|      | 29.08.1924 — 01.03.1927 | Флаг начальника морских учебных заведений РККФ                     | |
|      | 01.03.1927 — 07.07.1932 | Флаг начальника Учебно-Строевого Управления ВМС РККА               | С 29.08.1924 по 01.03.1927 — Флаг начальника штаба РККФ.                                                                    |
|      | 05.03.1926 — 27.05.1935 | Флаг командира военных портов моря                                 | |
|      | 29.08.1924 — 27.05.1935 | Флаг командира военного порта                                      | |
|      | 27.05.1935 — 16.11.1950 | Флаг командира военного порта                                      | |
|      | 03.09.1943 — 16.11.1950 | Флаг начальника спасательной службы флота (флотилии)               | |
|      | 03.09.1943 — 16.11.1950 | Флаг военного лоцмана                                              | Флаг Международного свода сигналов Hotel, в левой верхней четверти которого изображён флаг ВМС СССР                         |

### Флаги должностных лиц пограничных войск
| Флаг                    | Год                                                  | Наименование                                                                                          | Примечание                                       |
| ----------------------- | ---------------------------------------------------- | --- | ------------------------------------------------ |
|                         | 29.08.1924 — 27.05.1935                              | Флаг Председателя ОГПУ и его заместителя.                                                             | Он же — Кормовой флаг пограничных флотилий ОГПУ. |
|                         | 27.05.1935 — 16.11.1950                              | Флаг Народного комиссара Внутренних дел СССР                                                          |                                                  |
|                         | 16.11.1950 — 21.04.1964                              | Флаг Министра Государственной безопасности СССР                                                       | 1953—1964 Флаг председателя КГБ при СМ СССР      |
|                         | 21.04.1964 — 21.07.1992                              | Флаг председателя КГБ при СМ СССР                                                                     |                                                  |
|                         | 16.11.1950 — 21.04.1964                              | Флаг начальника пограничных войск МГБ СССР                                                            |                                                  |
| 21.04.1964 — 21.07.1992 | Флаг начальника пограничных войск КГБ СССР           | |                                                  |
|                         | 29.08.1924 — 12.07.1930                              | Флаг начальника Отдела пограничной охраны ОГПУ                                                        | Отменён.                                         |
|                         | 29.08.1924 — 12.07.1930                              | Флаг командующего Войсками ОГПУ округа, в ведении которого находятся суда пограничных флотилий ОГПУ   | Отменён.                                         |
|                         | 12.07.1930 — 27.05.1935                              | Флаг начальника Главного управления пограничной охраны и Войск ОГПУ и его помощников                  | Отменён                                          |
|                         | 12.07.1930 — 27.05.1935                              | Флаг начальника Морской инспекции Главного управления пограничной охраны и войск ОГПУ и его помощника | Отменён                                          |
|                         | 12.07.1930 — 27.05.1935                              | Флаг командующего Войсками ОГПУ округа, командующего войсками ГПУ союзных республик и их заместителей | Отменён                                          |
|                         | 12.07.1930 — 27.05.1935                              | Флаг начальника Управления пограничной охраны и войск ОГПУ округа и его заместителя                   | Отменён                                          |
|                         | 16.11.1950 — 21.04.1964                              | Флаг начальника пограничных войск округа МГБ СССР                                                     | Переименован                                     |
| 21.04.1964 — 21.07.1992 | Флаг начальника пограничных войск округа             | Отменён в связи с распадом СССР                                                                       |                                                  |
|                         | 12.07.1930 — 27.05.1935                              | Флаг командира Окружной морской базы судов ОГПУ округа                                                | Отменён                                          |
|                         | 16.11.1950 — 21.04.1964                              | Флаг командира отряда пограничных кораблей (катеров)                                                  | Переименован                                     |
| 21.04.1964 — 21.07.1992 | Флаг командира соединения кораблей пограничных войск | |                                                  |

## Брейд-вымпелы
| Брейд-вымпел            | Год                                                          | Наименование |      |
| ----------------------- | ------------------------------------------------------------ | --- | ---- |
|                         | 29.08.1924 — 27.08.1935                                      | Брейд-вымпел (плавучий) начальника отряда судов Брейд-вымпел начальника дивизиона судов                                                        | 2:11 |
|                         | 27.05.1935 — 16.11.1950                                      | Брейд-вымпел командира дивизиона кораблей морских сил РККА                                                                                     | 1:5  |
|                         | 16.11.1950 — 21.04.1964                                      | Брейд-вымпел командира дивизиона кораблей | 1:5  |
| 21.04.1964 — 21.07.1992 | Брейд-вымпел командира соединения кораблей                   | | 1:5  |
|                         | 27.05.1935 — 16.11.1950                                      | Брейд-вымпел командира отряда катеров морских сил РККА                                                                                         | 1:5  |
|                         | 16.11.1950 — 21.04.1964                                      | Брейд-вымпел командира отряда кораблей 4-го ранга                                                                                              | 1:5  |
| 21.04.1964 — 21.07.1992 | Брейд-вымпел командира дивизиона кораблей                    | | 1:5  |
|                         | 29.08.1924 — 27.08.1935                                      | Брейд-вымпел старшего морского начальника на рейде                                                                                             | 2:11 |
|                         | 27.05.1935 — 16.11.1950                                      | Брейд-вымпел старшего морского начальника на рейде                                                                                             | 1:5  |
|                         | 16.11.1950 — 21.07.1992                                      | Брейд-вымпел старшего на рейде | 1:5  |
|                         | 29.08.1924 — 12.07.1930                                      | Брейд-вымпел начальника губернского отдела ОГПУ и начальника части пограничной охраны, в ведении коих находятся суда пограничной флотилии ОГПУ | 2:11 |
| 12.07.1930 — 27.05.1935 | Брейд-вымпел командира отрядной морской базы судов ОГПУ      | | 2:11 |
|                         | 29.08.1924 — 12.07.1930                                      | Брейд-вымпел начальника пограничной части губернского отдела ОГПУ, в ведении которого находятся суда пограничных флотилий ОГПУ                 | 2:11 |
|                         | 29.08.1924 — 12.07.1930                                      | Брейд-вымпел начальника пограничной флотилии ОГПУ                                                                                              | 2:11 |
| 12.07.1930 — 27.05.1935 | Брейд-вымпел командира отряда судов ОГПУ                     | | 2:11 |
|                         | 16.11.1950 — 21.04.1964                                      | Брейд-вымпел командира дивизиона сторожевых кораблей (катеров) пограничных войск                                                               | 1:5  |
| 21.04.1964 — 21.07.1992 | Брейд-вымпел командира соединения кораблей пограничных войск | | 1:5  |
|                         | 29.08.1924 — 27.05.1935                                      | Брейд-вымпел начальника управления по обеспечению безопасности кораблевождения                                                                 | 2:11 |
|                         | 03.04.1929 — ?                                               | Брейд-вымпел начальника водолазно-спасательной партии ЭПРОНа                                                                                   | 2:11 |
|                         | 03.04.1929 — ?                                               | Брейд-вымпел руководителя ЭПРОНа | 2:11 |
|                         | 27.05.1935 — 16.11.1950                                      | Брейд-вымпел начальника гидрографического отряда                                                                                               | 1:5  |
|                         | 03.09.1943 — 16.11.1950                                      | Брейд-вымпел командира аварийно-спасательного отряда и речного аварийно-спасательного отряда                                                   | 1:5  |

## Вымпелы
| Год                     | Наименование                                             | Примечание                   |
| ----------------------- | -------------------------------------------------------- | ---------------------------- |
|                         |                                                          |                              |
| 29.08.1924 — 27.05.1935 | Вымпел военных судов Рабоче-Крестьянского Красного флота | Пропорция 1:35               |
|                         |                                                          |                              |
|                         |                                                          |                              |
| 27.05.1935 — 16.11.1950 | Вымпел военных кораблей морских сил РККА                 | Пропорция 1:20               |
|                         |                                                          |                              |
|                         |                                                          |                              |
| 16.11.1950 — 21.07.1992 | Вымпел военных кораблей                                  | Пропорция 1:30               |
|                         |                                                          |                              |
|                         |                                                          |                              |
| 21.04.1964 — 21.07.1992 | Вымпел военных кораблей                                  | Пропорция 1:12 (для катеров) |
|                         |                                                          |                              |
|                         |                                                          |                              |
| 29.08.1924 — 27.05.1935 | Вымпел судов пограничных флотилий ОГПУ                   | Пропорция 1:35               |
|                         |                                                          |                              |
|                         |                                                          |                              |
| 16.11.1950 — 21.04.1964 | Вымпел кораблей (катеров) пограничных войск              | Пропорция 1:30               |
|                         |                                                          |                              |
|                         |                                                          |                              |
| 21.04.1964 — 21.07.1992 | Вымпел кораблей пограничных войск                        | Пропорция 1:30               |
|                         |                                                          |                              |
|                         |                                                          |                              |
| 18.03.1983 — 21.07.1992 | Вымпел кораблей (катеров) внутренних войск               | Пропорция 1:12               |